# 헌숙왕후
헌숙왕후 김씨(獻肅王后 金氏, 생몰년 미상)는 고려 경종의 왕비이며, 신라의 마지막 왕인 경순왕의 딸이다.

## 생애
신라의 경순왕은 935년 11월 고려에 항복하였으며 슬하의 딸을 고려 경종에게 출가시켰는데 그녀가 헌숙왕후이다. 이로 인해 경순왕은 정승공(正丞公) 상보령(尙父令)에 봉해지고 식읍과 녹봉을 더 받았다.
경종과의 사이에 소생은 없었으며, 사후 경종의 후비로서 영릉에 합장되고 태묘에 부묘되었다. 훗날 여러 차례에 걸쳐 시호가 추증되어 온경·공효·양혜·의목·순성·회안·인후(溫敬·恭孝·良惠·懿穆·順聖·懷安·仁厚)의 시호가 거듭 추증되었다. 한편 《삼국유사》는 그녀의 시호를 헌승황후(憲承皇后)로 기록하고 있다.
1814년(조선 순조 14년) 경주 김씨 일문들이 세운 「신라경순왕전비」(新羅敬順王殿碑)에 의하면 어머니가 죽방부인이라 한다.

## 가족 관계
- 아버지 : 신라 경순왕(敬順王, ? ~ 978)
- 배우자 : 경종(景宗. 955 ~ 981)

## 헌숙왕후가 등장하는 작품
- 《천추태후》(KBS, 2009년~2009년, 배우 : 양은용)

## 참고 자료
- 《고려사》〈열전〉